# Pseudocalliergon angustifolium
Pseudocalliergon angustifolium là một loài Rêu trong họ Amblystegiaceae. Loài này được Hedenas miêu tả khoa học đầu tiên năm 1990.